# The Kingpin
Pour les articles homonymes, voir Kingpin.
Albums de Craig G
Now, That's More Like It
(1991)
Singles
1. Turn This House Into a Home
Sortie : 1989
2. Shootin' the Gift
Sortie : 1989

The Kingpin est le premier album studio de Craig G, sorti le 24 octobre 1989.

## Liste des titres
| No  | Titre                                     | Contient un (des) sample(s) de                    | Durée |
| --- | ----------------------------------------- | ------------------------------------------------- | ----- |
| 1.  | Love Thang                                |                                                   | 4:40  |
| 2.  | Dopest Duo                                | A Quiet Storm de Smokey Robinson                  | 4:20  |
| 3.  | Rock the House                            | Rock the House (You'll Never Be) de Pressure Drop | 5:06  |
| 4.  | First Day of School                       | Long Red de Mountain                              | 4:02  |
| 5.  | Shootin' the Gift                         | Think (About It) de Lyn Collins                   | 3:44  |
| 6.  | Slammin'                                  | Think (About It) de Lyn Collins                   | 3:57  |
| 7.  | Turn This House Into a Home               |                                                   | 5:42  |
| 8.  | The Kingpin                               |                                                   | 3:20  |
| 9.  | The Final Chapter                         |                                                   | 5:09  |
| 10. | Why'd You Have to Go? (featuring TJ Swan) |                                                   | 5:03  |
| 11. | Smooth                                    | Soul Power 74 de Maceo & the Macks                | 2:57  |
| 12. | The Blues                                 |                                                   | 1:30  |